# Антифоновская башня
Антифоновская башня (Антипинская, Антиопийская) — одна из несохранившихся до наших дней башен Смоленской крепостной стены.

## Местонахождение и внешний вид
Антифоновская башня находилась примерно на том месте, где в настоящее время находится здание смоленского колледжа связи и телекоммуникаций по улице Маршала Жукова, в доме № 2/1, между Евстафьевской башней и Грановитой башней, на месте которой в настоящее время находится Шеинов бастион. Представляла собой малую глухую четырёхугольную башню.

## История
Антифоновская башня сильно пострадала во время осады Смоленска в 1632—1634 годах московским войском воеводы Шеина. В 1633 году она была наполовину разбита пушками осаждающих, которые стреляли по ней со стороны Чёртова рва, а также пострадала от взрыва соседней Грановитой башни. В 1654 году башня во время очередной осады московским войском царя Алексея Михайловича вновь была частично разрушена. В 1665 году Антифоновская башня была полностью перестроена.
В 1706 году башня была защищена земляной насыпью, существовавшей до конца XVIII века. В 1819 году башня была разобрана из-за ветхости при прокладывании Лебедевского проезда (ныне — часть улицы Барклая-де-Толли между улицами Маршала Жукова и Исаковского). Прясла стены, прилегавшие к ней, были снесены в 1889—1890 годах, а в 1898 году остатки земляных валов были проданы частным лицам под застройку и в дальнейшем срыты.